# Barden (Craven)
Barden – wieś w Anglii, w hrabstwie North Yorkshire, w dystrykcie (unitary authority) North Yorkshire. Leży 56 km na zachód od miasta York i 303 km na północny zachód od Londynu.